# Stenolpium fasciculatum
Espèce
Stenolpium fasciculatum est une espèce de pseudoscorpions de la famille des Hesperolpiidae.

## Distribution
Cette espèce est endémique du Pérou. Elle se rencontre vers Chérrepe.

## Publication originale
- Mahnert, 1984 : Pseudoscorpions (Arachnida) récoltés durant la mission spéologique espagnole au Pérou en 1977. Revue Arachnologique, vol. 6, p. 17-28.